# Saint Catherine (Jamaica)
Saint Catherine is een parish van Jamaica. De hoofdstad van de parish is Spanish Town.

## Geboren
- Grace Jones (Spanish Town, 1948), zangeres, model en actrice
- Joseph Hill (1949-2007), zanger
- Lynval Golding (1951), gitarist en zanger van The Specials
- Precious Wilson (Spanish Town, 1957), zangeres
- Bert Cameron (Spanish Town, 1959), sprinter
- Tayna Lawrence (Spanish Town, 1975), sprintster
- Davian Clarke (1976), sprinter
- Maurice Smith (1980), atleet
- Grace Latoya Hamilton, bekend als Spice, (1982), zangeres
- Asafa Powell (Spanish Town, 1982), sprinter
- Je-Vaughn Watson (1983), voetballer
- Kemar Bailey-Cole (1992), sprinter

Clarendon · Hanover · Kingston · Manchester · Portland · Saint Andrew · Saint Ann · Saint Catherine · Saint Elizabeth · Saint James · Saint Mary · Saint Thomas · Trelawny · Westmoreland